# 神木村
23°31′41″N 120°51′25″E / 23.528038°N 120.856892°E
神木村（鄒語：Tiumahana），位於台灣南投縣信義鄉西南角，西部及南部隔阿里山山脈與嘉義縣為界，位處於阿里山山脈對高山及同富山之間。村名源自於境內有一棵樹齡長達七百年的神木樟樹公。

## 歷史
tiumahana為鄒族大社魯富都的發跡處，原屬特富野，魯富都大社建立後的小社，十九世紀末時比鄰清帝國台灣府雲林縣。日治時期，1901年（明治卅四年），雲林縣改為隸屬於南投廳集集支廳管轄；1920年（大正九年）改隸屬於台中州新高郡集集庄管下的番地。國民政府接收台灣後，1946年4月，神木村尚未設立，包括在同富村之內，隸屬於台中縣信義鄉管轄；1950年10月行政區域調整，新設南投縣，神木村自同富村分離，並改隸為南投縣所屬，稱為南投縣信義鄉神木村至今。
神木村歷經1996年賀伯颱風、2001年桃芝颱風、2004年的七二水災，一直到2009年的八八水災，每每颱風及豪雨都造成當地災情。2009年八八水災後，政府重新提出了遷村的政策，欲將居民遷移至南投市神木社區的永久屋園區。然而，因永久屋居住條件之一為戶籍遷出神木村，一旦遷出農民立即喪失在信義農會的農保資格，另外永久屋園區的就業機會較少且耕地距離永久屋社區遙遠的問題，使得居民雖然家園一再受到災害嚴重影響生活，但仍不願離開神木村。

## 地理

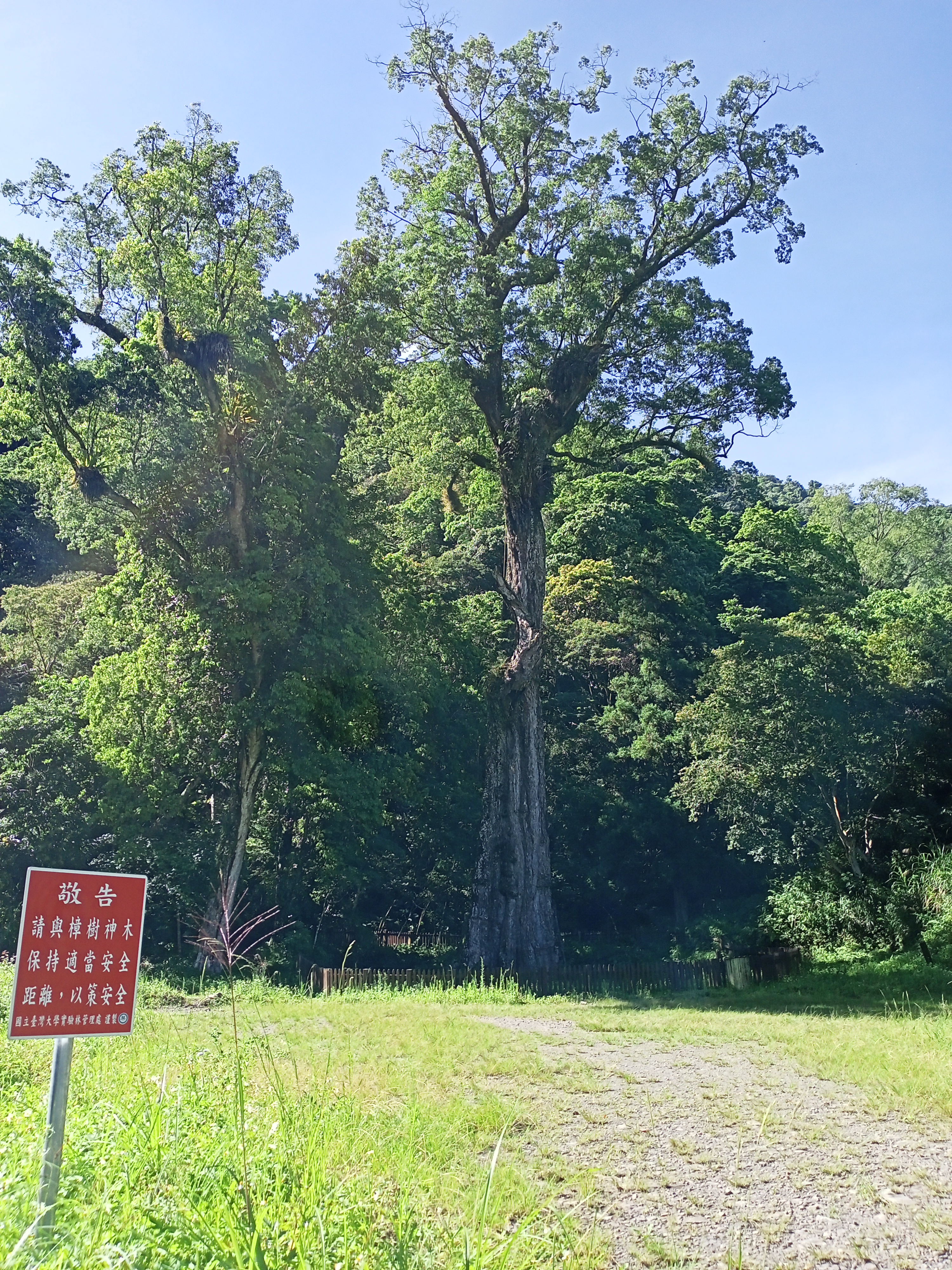
神木樟樹公

神木村地區之地質屬於中新世的和社層及中新世晚期的南莊層，由頁岩構成。由於地質構造發達，溪流下切侵蝕嚴重，岩層破碎，頁岩易風化而泥岩膠結差，且邊坡坡度陡峭，表層岩屑土砂堆積不易穩定，故容易發生邊坡崩塌，而崩塌之堆積物剛好提供了土石流之形成材料。加上神木村多雨，因此在原本極不穩定的自然環境下，神木村極易發生土石流。
神木村的高度約海拔820公尺至海拔2862公尺，主要溪流有和社溪上游神木溪、郝馬嘎班溪與出水溪。除此之外，尚有許多不知名的野溪。和社溪與其支流沿岸形成許多河階，這些河階即為神木村主要聚落的分布區。
由於信義鄉神木村屬地質敏感區，加上溪谷落差甚大，侵蝕力極強，上游又有地震後崩塌地，每次颱風或大雨後，每遇大雨，河水暴漲，經常造成無法預知的天然災害，尤其常爆發嚴重的土石流沖垮橋樑，衝毀了神木村的農田、道路與住宅，使神木村成為山中孤島。

## 人口
神木村村民多為閩籍、客籍的漢人，多半是日治時期在阿里山採集樟腦或木料工人的後代。